# Bené Roma
Les Bené Roma (hébreu בני רומא, « Fils » ou « Enfants de Rome »; italien : ebrei italiani) forment une communauté de Juifs résidant en Italie depuis plus de deux mille ans. On les appelle aussi Italkim (hébreu pour « Italiens, » d'après l'adjectif latin « italicu(m) ».
Italkit est aussi le terme hébraïque moderne pour nommer la langue italienne.

## Communauté
Bien qu'il y ait des communautés ashkénazes, sépharades et romaniotes en Italie, les Bené Roma sont considérés comme un groupe distinct, bien que plus proches des Ashkénazes : les Luzzato, par exemple, provenaient de Lusace (Lausitz en allemand), région de l'est de l'Allemagne (à cheval sur la Saxe et le Brandebourg) et de l'ouest de la Pologne.

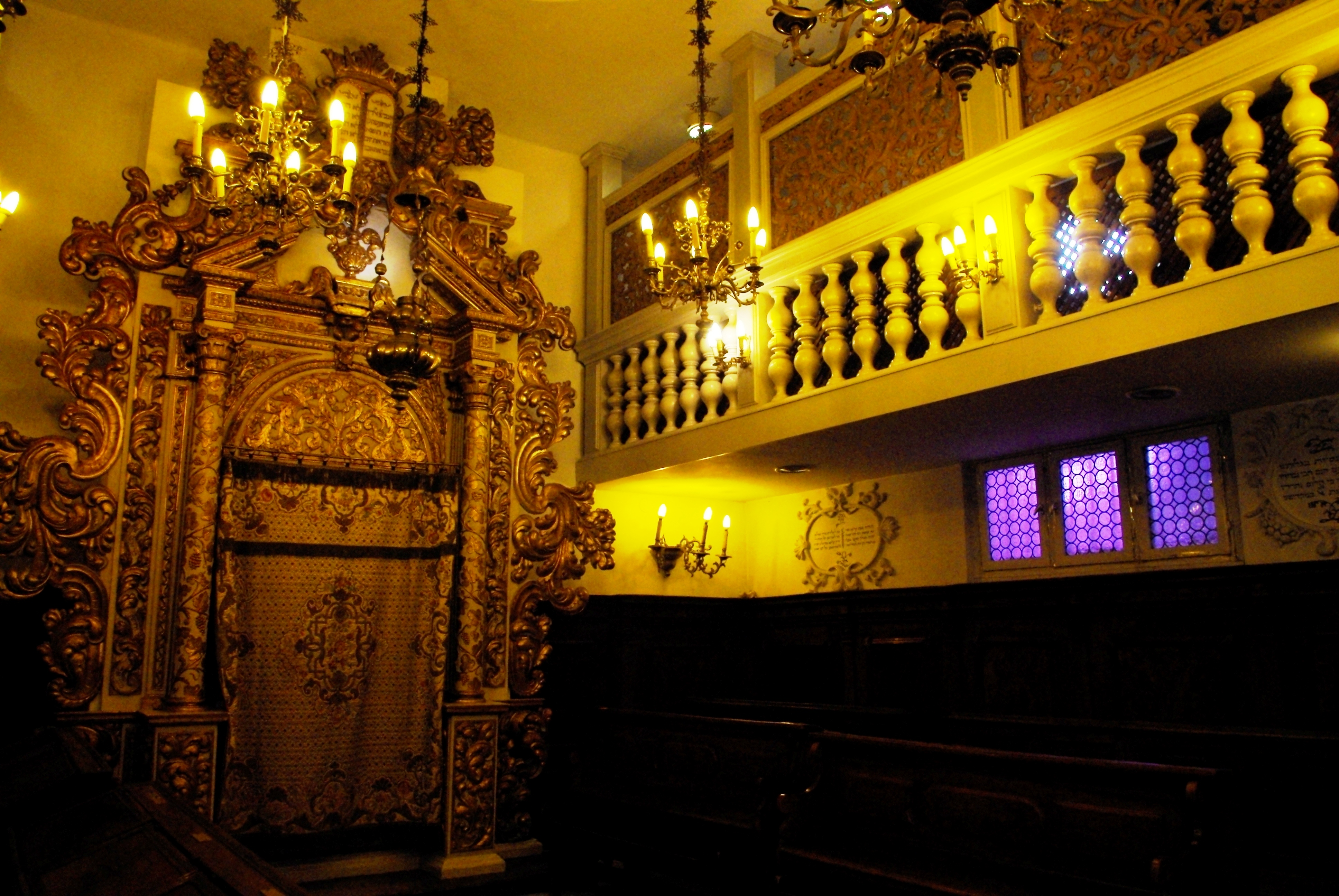
Intérieur de la synagogue de Conegliano reconstituée au Musée d'art juif italien, 27 rue Hillel à Jérusalem

La communauté juive italienne dans son ensemble n'a jamais dépassé 50 000 membres depuis qu'elle a été totalement émancipée en 1870. De nombreux Bené Roma émigrèrent en Israël au cours de la seconde Aliyah (entre 1904 et 1914), fondant une synagogue de rite italien et un (en) centre culturel à Jérusalem.
Il existe aussi une synagogue de rite italien à Istanbul.
Les Bené Roma ont traditionnellement parlé une variété de langues judéo-italiennes, collectivement appelées Italki.

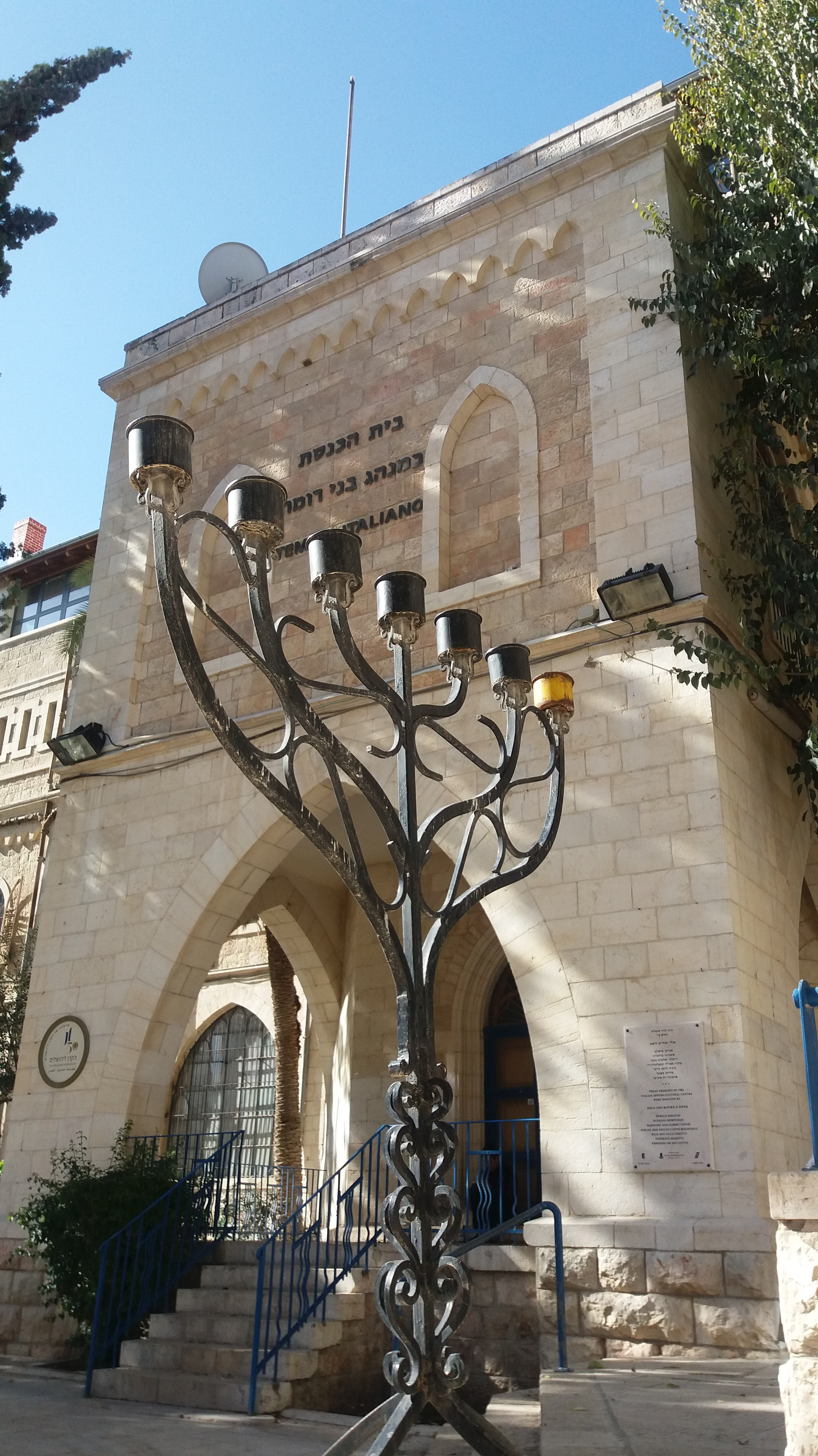
Ancien hôpital allemand construit en 1887, devenu depuis 1952 le musée d'art juif italien et une synagogue italienne, Jérusalem.

## Traditions religieuses
Les coutumes et rites religieux des Bené Roma sont par certains aspects intermédiaires entre les traditions ashkénazes et sépharades ; elles montrent une affinité encore plus marquée avec les coutumes des Romaniotes, les Juifs qui étaient installés en Grèce avant l'arrivée des Juifs sépharades.
Les Bené Roma suivent la même halakha (règle) que les sépharades, acceptant l'autorité d'Isaac Alfasi et du Choulhan Aroukh plutôt que la législation ashkénaze codifiée par Moïshe Isserles.
La liturgie des Bené Roma leur est particulière et passe pour contenir les derniers vestiges de la tradition galiléenne, qu'utilisaient les savants dont les opinions et discussions formèrent le Talmud de Jérusalem, qu'ils partagent avec les ashkénazes, alors que les rites mizrahi et sépharades reflètent la tradition babylonienne,,.
Bien qu'historiquement plausible, cette assertion est difficilement vérifiable, du fait de la pauvreté de textes liturgiques d'Eretz Israel (terre d'Israël) ayant survécu. De plus, certaines prières italiennes reflètent une forme archaïque du rite babylonien, assez similaire au tiklal (livre de prière des Juifs yéménites), comme l'usage du keter yitnou Lakh dans la Kedousha (sainteté) de tous les offices de prière ou le na'hamenou dans le Birkat Hamazon (louanges après-repas) du Shabbat. Ces prières se retrouvent toutes dans le Siddour d'Amram Gaon.
L'une des raisons avancées pour le maintien de cette particularité liturgique est que l'Italie fut le centre principal des premières imprimeries juives, ce qui permit aux Bené Roma de préserver leurs propres traditions quand d'autres communautés furent obligées d'opter pour l'un des deux livres de prières « standards, » ashkénaze ou sépharade. Une autre hypothèse suppose que tous les rites existants (ou du moins, parvenus jusqu'à nous) dérivent du Talmud de Babylone, avec quelques emprunts ponctuels au Talmud de Jerusalem.

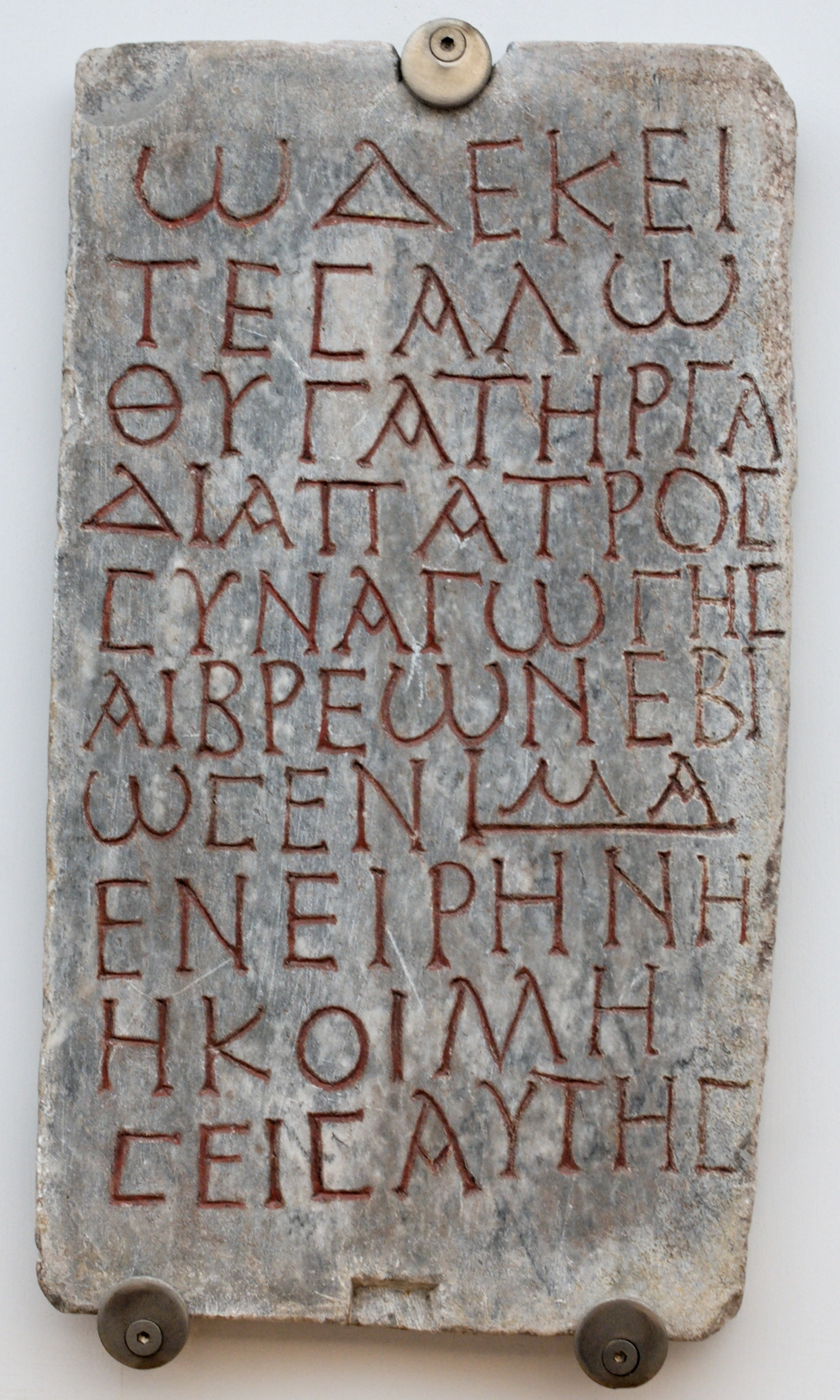
Inscription funéraire de Salo, fille de Gaudias (celui-ci étant le fondateur de la synagogue antique). Pierre du IIIe s., catacombes de Monteverde à Rome.

## Notes et références

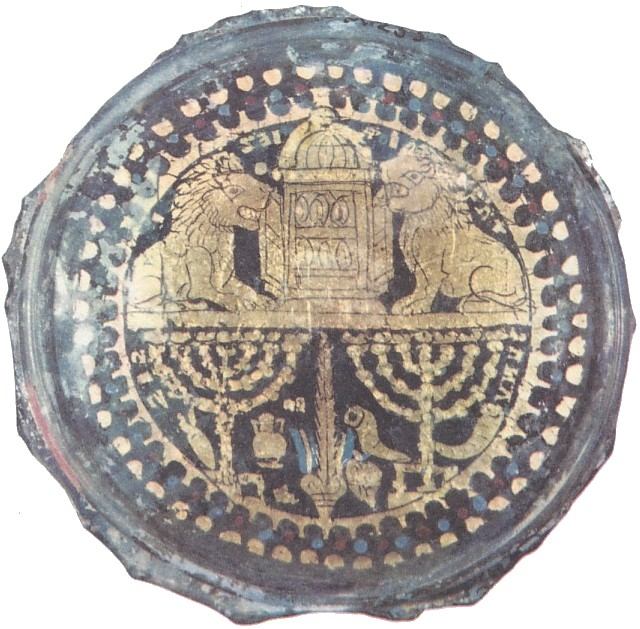
Gobelet au symbolisme juif, Rome, IIe s. ap. J.-C.